# De Luz (California)
De Luz es un área no incorporada ubicado en el condado de San Diego en el estado estadounidense de California. La localidad se encuentra ubicada a 10 km al oeste de Fallbrook.

## Geografía
De Luz se encuentra ubicada en las coordenadas 32°36′N 116°28′O / 32.600, -116.467.